# Adalbertstraße 90 (München)

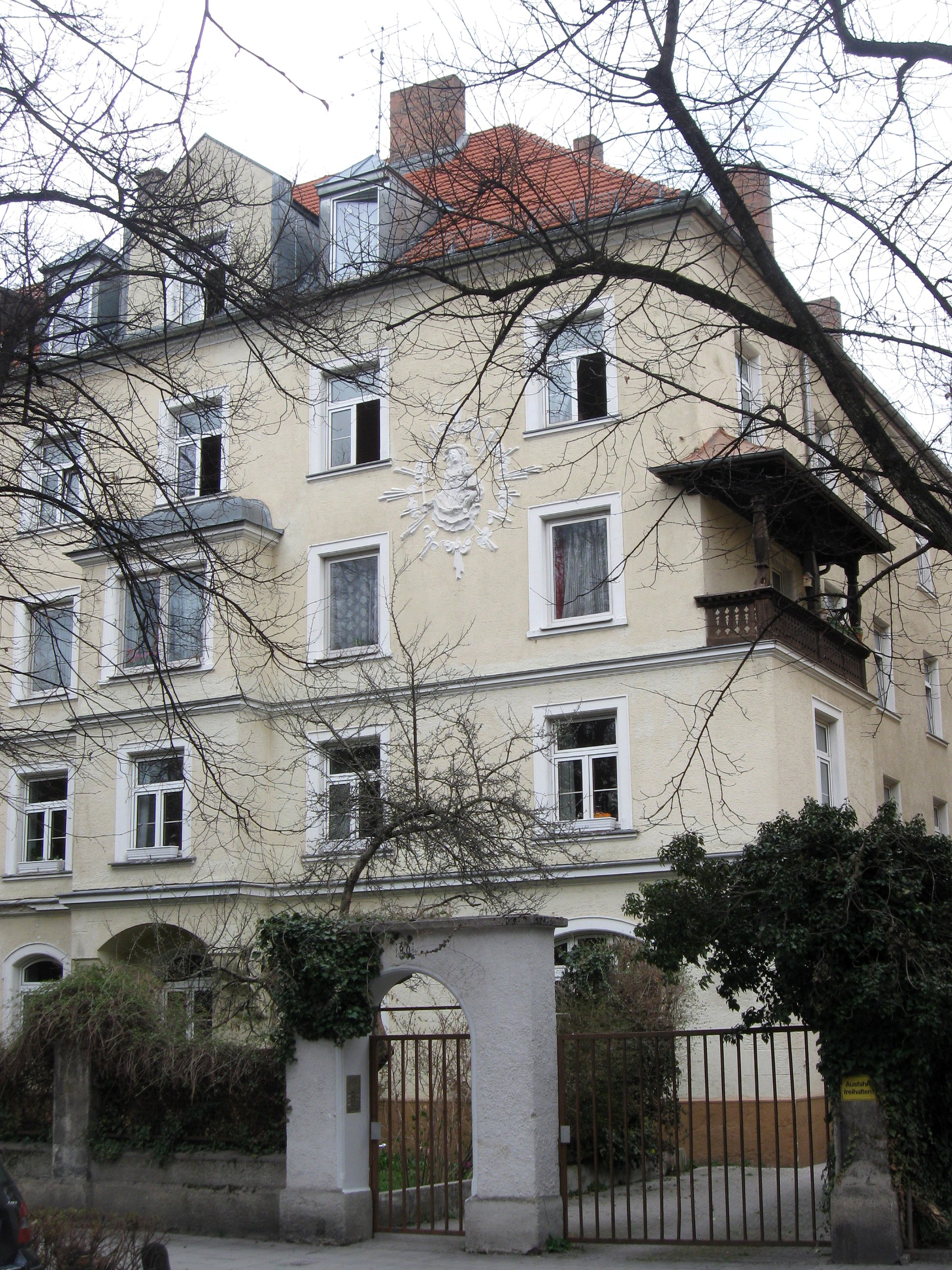
Haus Adalbertstraße 90 in München

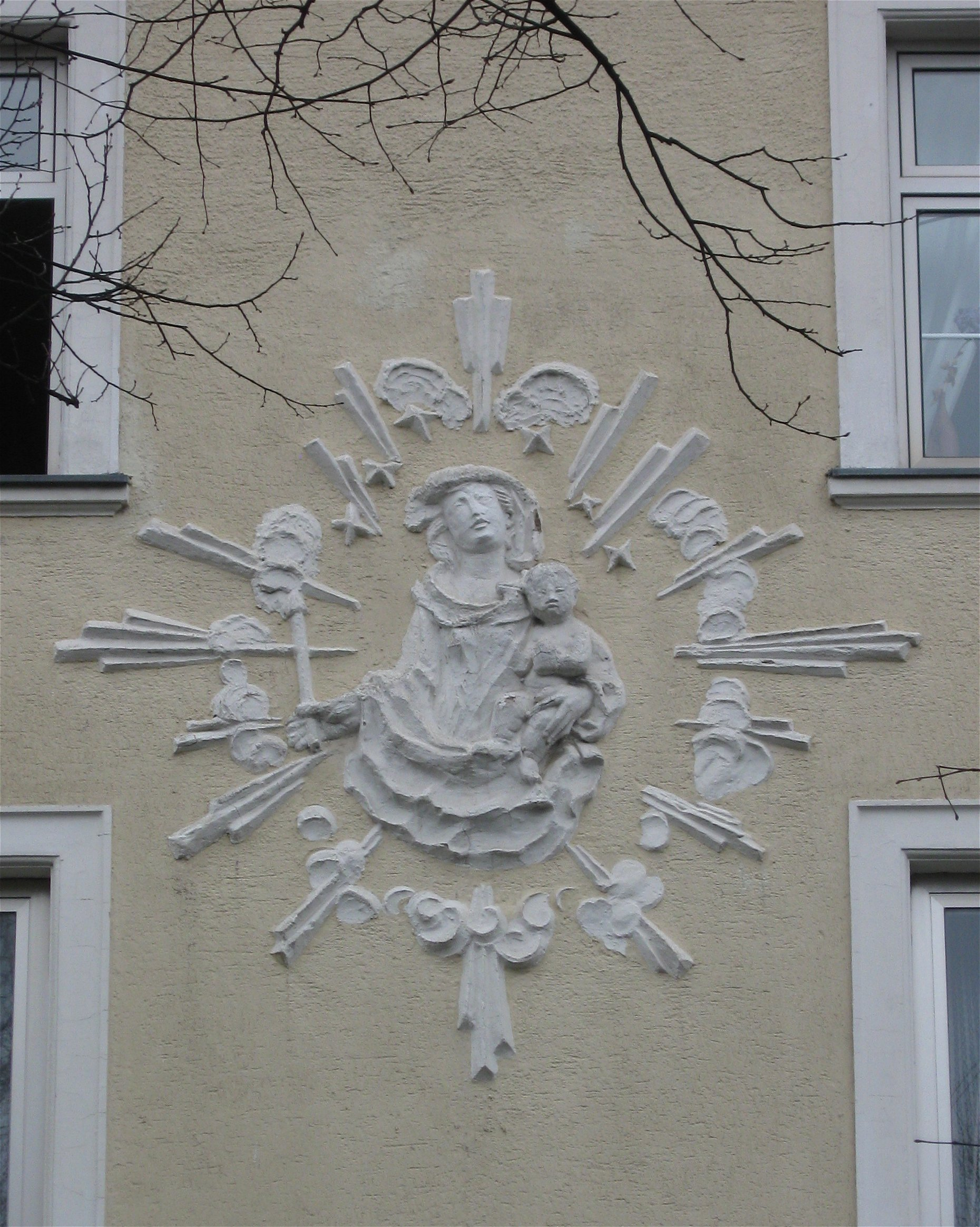
Stuckrelief mit der Darstellung der Muttergottes

Das Mehrfamilienwohnhaus Adalbertstraße 90 im Stadtteil Maxvorstadt der bayerischen Landeshauptstadt München ist ein geschütztes Baudenkmal.

## Beschreibung
Den viergeschossigen Walmdachbau in der Adalbertstraße errichtete 1899/1900 der Münchner Architekt Hans Schurr nach eigenem Entwurf und auf eigene Rechnung. Der Neurenaissancebau mit Flacherker und Holzloggia besitzt an der Fassade ein Stuckrelief mit der Darstellung der Muttergottes. Die Einfriedung ist zeitgleich entstanden.
Bei der Renovierung in den 1980er Jahren wurden die Eckquaderung entfernt und die Fenster im zweiten Obergeschoss ohne Sprossen erneuert.